# Brooklyn Beckham
Brooklyn Joseph Peltz Beckham (de soltero, Brooklyn Joseph Beckham; Westminster, Londres, 4 de marzo de 1999) es un modelo y fotógrafo británico. Es el hijo mayor del histórico exfutbolista David Beckham y de la excantante y diseñadora Victoria Beckham.

## Primeros años
Brooklyn Joseph Beckham nació en el Hospital Portland de Londres el 4 de marzo de 1999, hijo de David Beckham y Victoria (de soltera Adams). A menudo se informa que fue nombrado Brooklyn porque fue concebido en Brooklyn, Nueva York. Sin embargo, según la autobiografía de su madre Learning to Fly de 2001, a ella y a su esposo simplemente les gustó el nombre. Su madre recordó que fue solo después de elegir el nombre que «se dieron cuenta de lo apropiado que era porque fue en Nueva York donde se enteró de que estaba embarazada y donde David vino después de la Copa Mundial».
Beckham pasó su infancia en Madrid y Los Ángeles, mientras que su padre jugaba en el Real Madrid y LA Galaxy. Tiene tres hermanos menores: los hermanos Romeo James, Cruz David y una hermana Harper Seven. En diciembre de 2004, Brooklyn y Romeo se bautizaron juntos en una capilla privada en los terrenos de la mansión de sus padres en Hertfordshire. Sus padrinos son Elton John, David Furnish y Elizabeth Hurley.
A los 15 años, Beckham trabajaba en turnos de fin de semana en una cafetería en el oeste de Londres. Beckham jugó en la Academia del Arsenal FC, pero se fue en 2015 después de no recibir una beca para permanecer en la academia.

## Carrera

### Modelaje
Beckham comenzó a modelar profesionalmente en 2014, y ha aparecido en editoriales y portadas de Vogue China, Miss Vogue, Interview, L'Uomo Vogue, T: The New York Times Style Magazine y Dazed Korea. Ha sido fotografiado por Bruce Weber, Terry Richardson, Daniel Jackson y Alasdair McLellan.
Beckham ha sido embajador de marca de Huawei y sus teléfonos inteligentes Honor 8 junto a Scarlett Johansson, Karlie Kloss y Henry Cavill.
En 2016, a los 16 años, Beckham fotografió una campaña para Burberry BRIT, protagonizada por los modelos Ben Rees, Carvell Conduah, Eliza Thomas, Liv Mason Pearson y Maddie Demaine. La contratación de Beckham para la campaña fue criticada por varios fotógrafos prominentes. Chris Floyd calificó la decisión de Burberry de contratar a Beckham como una «devaluación de la fotografía» y «puro nepotismo», mientras que el fotógrafo de moda Jon Gorrigan lo calificó como un ejemplo de «un poco de injusticia en muchas áreas» de la industria.

### Fotografía
En 2017, Beckham anunció que estudiaría una carrera de fotografía en la Parsons The New School for Design de Nueva York. Sin embargo, después de menos de un año en los Estados Unidos, el primer libro de fotografía de Beckham, titulado What I See, se publicó en junio de 2017. Las reacciones críticas fueron negativas. Un puñado de fotografías filtradas se convirtió en el centro de las burlas en Twitter, y los usuarios satirizaron las «terribles fotografías y peores leyendas». Sin embargo, Random House, la editorial de Beckham, defendió que el libro reflejaba los intereses de su base de fans adolescentes. Beckham regresó al Reino Unido y en 2019 hizo una pasantía para el fotógrafo británico Rankin.

### Cocina
En 2021, se reveló que Beckham intentaría convertirse en chef profesional. Su serie de videos en línea Cookin 'With Brooklyn atrajo críticas cuando se reveló que se necesitaron 62 profesionales para crear cada episodio, a un costo informado de $100,000 cada uno. Los críticos también señalaron que Beckham no tenía ninguna experiencia o formación profesional real.

## Vida personal
Beckham salió anteriormente con la actriz estadounidense Chloë Grace Moretz, la modelo y cantante franco-tunecina Sonia Ben Ammar, la modelo canadiense Lexi Wood, la cantante Madison Beer, la bailarina Lexi Panterra, Lottie Moss (hermana de la modelo Kate Moss), la modelo Phoebe Torrance, la cantante Rita Ora y la modelo inglesa Hana Cross. Asistió a la Convención Nacional Demócrata de 2016 con Moretz en apoyo de Hillary Clinton. Después de separarse y reconciliarse varias veces, Moretz confirmó que ella y Beckham se separaron definitivamente en 2018.
Después de confirmar su relación en Instagram en enero de 2020, Beckham anunció su compromiso con la actriz estadounidense Nicola Peltz el 11 de julio de 2020. La pareja se casó el 9 de abril de 2022 en Palm Beach, Florida, en una ceremonia judía. Tanto Beckham como su esposa Peltz tienen ascendencia parcialmente judía a través de sus padres.
Tiene un tatuaje hebreo de una línea del Antiguo Testamento en su brazo izquierdo: «Yo soy de mi amada y mi amada es mía».